# Агоро Папавасилеу
Агоро Папавасилеу (грец. Αγορο Παπαβασιλείου; нар. 11 березня 1982) — грецька борчиня вільного стилю, бронзова призерка чемпіонату Європи. Чемпіонка світу з пляжної боротьби.

## Біографія
Боротьбою почала займатися з 1999 року. Виступає за борцівський клуб «Аноліосьйон» Афіни.

## Виступи на Чемпіонатах світу
| Змагання                                | Збірна | Вагова категорія          | Місце  |
| --------------------------------------- | ------ | ------------------------- | ------ |
| Чемпіонат світу з боротьби 1999         | Греція | жіноча боротьба, до 51 кг | 11     |
| Чемпіонат світу з боротьби 2000         | Греція | жіноча боротьба, до 46 кг | 10     |
| Чемпіонат світу з боротьби 2001         | Греція | жіноча боротьба, до 46 кг | 6      |
| Чемпіонат світу з боротьби 2002         | Греція | жіноча боротьба, до 59 кг | 9      |
| Чемпіонат світу з боротьби 2003         | Греція | жіноча боротьба, до 63 кг | 25     |
| Чемпіонат світу з боротьби 2005         | Греція | жіноча боротьба, до 63 кг | 14     |
| Чемпіонат світу з боротьби 2006         | Греція | жіноча боротьба, до 63 кг | 8      |
| Чемпіонат світу з боротьби 2007         | Греція | жіноча боротьба, до 63 кг | 32     |
| Чемпіонат світу з боротьби 2008         | Греція | жіноча боротьба, до 63 кг | 12     |
| Чемпіонат світу з боротьби 2010         | Греція | жіноча боротьба, до 63 кг | 22     |
| Чемпіонат світу з боротьби 2011         | Греція | жіноча боротьба, до 63 кг | 30     |
| Чемпіонат світу з боротьби 2012         | Греція | жіноча боротьба, до 63 кг | 13     |
| Чемпіонат світу з боротьби 2013         | Греція | жіноча боротьба, до 63 кг | 25     |
| Чемпіонат світу з боротьби 2014         | Греція | жіноча боротьба, до 63 кг | 13     |
| Чемпіонат світу з боротьби 2015         | Греція | жіноча боротьба, до 63 кг | 15     |
| Чемпіонат світу з пляжної боротьби 2016 | Греція | жінки, до 70 кг           | Золото |

## Виступи на Чемпіонатах Європи
| Змагання                         | Збірна | Вагова категорія          | Місце  |
| -------------------------------- | ------ | ------------------------- | ------ |
| Чемпіонат Європи з боротьби 2000 | Греція | жіноча боротьба, до 51 кг | 8      |
| Чемпіонат Європи з боротьби 2002 | Греція | жіноча боротьба, до 59 кг | 4      |
| Чемпіонат Європи з боротьби 2003 | Греція | жіноча боротьба, до 63 кг | 10     |
| Чемпіонат Європи з боротьби 2005 | Греція | жіноча боротьба, до 63 кг | 10     |
| Чемпіонат Європи з боротьби 2006 | Греція | жіноча боротьба, до 63 кг | Бронза |
| Чемпіонат Європи з боротьби 2007 | Греція | жіноча боротьба, до 63 кг | 5      |
| Чемпіонат Європи з боротьби 2008 | Греція | жіноча боротьба, до 63 кг | 7      |
| Чемпіонат Європи з боротьби 2009 | Греція | жіноча боротьба, до 63 кг | 12     |
| Чемпіонат Європи з боротьби 2010 | Греція | жіноча боротьба, до 63 кг | 9      |
| Чемпіонат Європи з боротьби 2011 | Греція | жіноча боротьба, до 63 кг | 8      |
| Чемпіонат Європи з боротьби 2012 | Греція | жіноча боротьба, до 63 кг | 11     |
| Чемпіонат Європи з боротьби 2013 | Греція | жіноча боротьба, до 63 кг | 11     |
| Чемпіонат Європи з боротьби 2014 | Греція | жіноча боротьба, до 63 кг | 8      |
| Чемпіонат Європи з боротьби 2016 | Греція | жіноча боротьба, до 63 кг | 12     |
| Чемпіонат Європи з боротьби 2017 | Греція | жіноча боротьба, до 69 кг | 11     |
| Чемпіонат Європи з боротьби 2023 | Греція | жіноча боротьба, до 76 кг | 6      |

### Виступи на Європейських іграх
| Змагання              | Збірна | Вагова категорія          | Місце |
| --------------------- | ------ | ------------------------- | ----- |
| Європейські ігри 2015 | Греція | жіноча боротьба, до 63 кг | 11    |

### Виступи на Середземноморських іграх
| Змагання                    | Збірна | Вагова категорія          | Місце  |
| --------------------------- | ------ | ------------------------- | ------ |
| Середземноморські ігри 2001 | Греція | жіноча боротьба, до 46 кг | Срібло |
| Середземноморські ігри 2013 | Греція | жіноча боротьба, до 63 кг | Бронза |
| Середземноморські ігри 2015 | Греція | пляжна боротьба, до 70 кг | Золото |

### Виступи на Середземноморських чемпіонатах
| Змагання                                     | Збірна | Вагова категорія          | Місце  |
| -------------------------------------------- | ------ | ------------------------- | ------ |
| Середземноморський чемпіонат з боротьби 2010 | Греція | жіноча боротьба, до 63 кг | Золото |
| Середземноморський чемпіонат з боротьби 2011 | Греція | жіноча боротьба, до 63 кг | Золото |
| Середземноморський чемпіонат з боротьби 2012 | Греція | жіноча боротьба, до 63 кг | Золото |
| Середземноморський чемпіонат з боротьби 2015 | Греція | жіноча боротьба, до 63 кг | Срібло |

## Виступи на інших змаганнях
| Змагання                                                        | Збірна | Вагова категорія           | Місце  |
| --------------------------------------------------------------- | ------ | -------------------------- | ------ |
| Austrian Ladies Open 2001                                       | Греція | жіноча боротьба, до 46 кг  | Золото |
| Klippan Lady Open 2002                                          | Греція | жіноча боротьба, до 59 кг  | Бронза |
| Klippan Lady Open 2007                                          | Греція | жіноча боротьба, до 63 кг  | Срібло |
| Турнір Дана Колова — Николи Петрова 2007                        | Греція | жіноча боротьба, до 63 кг  | Золото |
| Klippan Lady Open 2008                                          | Греція | жіноча боротьба, до 63 кг  | 9      |
| Олімпійський кваліфікаційний турнір з боротьби 2008 (Едмонтон)  | Греція | жіноча боротьба, до 63 кг  | 9      |
| Олімпійський кваліфікаційний турнір з боротьби 2008 (Хапаранда) | Греція | жіноча боротьба, до 63 кг  | Бронза |
| Олімпійський кваліфікаційний турнір з боротьби 2012 (Софія)     | Греція | жіноча боротьба, до 63 кг  | 5      |
| Олімпійський кваліфікаційний турнір з боротьби 2012 (Тайюань)   | Греція | жіноча боротьба, до 63 кг  | 8      |
| Олімпійський кваліфікаційний турнір з боротьби 2012 (Гельсінкі) | Греція | жіноча боротьба, до 63 кг  | Бронза |
| Турнір «Олімпія» 2015                                           | Греція | жіноча боротьба, до 63 кг  | 7      |
| Турнір «Олімпія» 2015                                           | Греція | жіноча боротьба, до кг     | 7      |
| Олімпійський кваліфікаційний турнір з боротьби 2016 (Зренянин)  | Греція | жіноча боротьба, до 63 кг  | Бронза |
| Олімпійський кваліфікаційний турнір з боротьби 2020 (Софія)     | Греція | жіноча боротьба, до 68 кг  | 5      |
| Змагання з пляжної боротьби 2022                                | Греція | пляжна боротьба, до W70 кг | 6      |
| Серія пляжної боротьби 2023                                     | Греція | пляжна боротьба, до W70 кг | 6      |
| Середземноморські пляжні ігри 2023                              | Греція | пляжна боротьба, до W70 кг | 5      |
| Серія пляжної боротьби 2023                                     | Греція | пляжна боротьба, до W70 кг | 6      |
| Олімпійський кваліфікаційний турнір з боротьби 2024 (Баку)      | Греція | жіноча боротьба, до 76 кг  | 12     |
| Олімпійський кваліфікаційний турнір з боротьби 2024 (Стамбул)   | Греція | жіноча боротьба, до 76 кг  | 19     |

### Виступи на змаганнях молодших вікових груп
| Змагання                                       | Збірна | Вагова категорія          | Місце |
| ---------------------------------------------- | ------ | ------------------------- | ----- |
| Чемпіонат світу з боротьби серед кадетів 1999  | Греція | жіноча боротьба, до 49 кг | 7     |
| Чемпіонат Європи з боротьби серед юніорів 1999 | Греція | жіноча боротьба, до 50 кг | 4     |
| Чемпіонат світу з боротьби серед юніорів 1999  | Греція | жіноча боротьба, до 50 кг | 4     |
| Чемпіонат Європи з боротьби серед юніорів 2000 | Греція | жіноча боротьба, до 50 кг | 8     |
| Чемпіонат світу з боротьби серед юніорів 2000  | Греція | жіноча боротьба, до 50 кг | 8     |
| Чемпіонат світу з боротьби серед юніорів 2001  | Греція | жіноча боротьба, до 46 кг | 8     |
| Чемпіонат Європи з боротьби серед юніорів 2002 | Греція | жіноча боротьба, до 58 кг | 7     |